# San Cristoforo col Bambino e san Pietro
Il San Cristoforo col Bambino e san Pietro è un dipinto a olio su tavola (73x56 cm) di Cima da Conegliano, databile 1504 e di proprietà di un collezionista privato.